# عبدالرحیم جمعه
عبدالرحیم جمعه (عربی: عبد الرحيم جمعة عنبر؛ زادهٔ ۲۳ مهٔ ۱۹۷۹) یک بازیکن فوتبال اهل امارات متحده عربی است.
از باشگاه‌هایی که در آن بازی کرده‌است می‌توان به الجزیره امارات، الوحده امارات، و الظفره اشاره کرد.
تیم ملی فوتبال امارات متحده عربی